# A Princesa Híbrida

Princesa Zora, ilustração por Lilian Marie Anne em 2023

Personagem da mitologia celta presente em contos e canções derivantes de diversos países do Reino Unido e alguns países do Oriente Médio à qual era atribuído o poder de controlar o clima assim como influência sobre o sol e a lua.
Na versão mais popular, segue-se a narrativa da canção Inglesa A Balada da Princesa Perdida, em que é contada sua história desde o momento em que seus pais, uma rainha das fadas (em algumas versões retratada como a personagem Rainha Mab) e uma bruxa se conhecem, seguindo a descrever sua concepção imaculada e seu nascimento no equinócio de outono até momentos de sua vida adulta em que seus poderes são demonstrados. Sua descrição física inclui a simbologia do sol e da lua em suas mãos direita e esquerda respectivamente.
Existem versões retratando este personagem de forma masculina que também lhe atribuem o poder de encantar a outros com sua bela voz.